# Bajadasaurus
Bajadasaurus – rodzaj wymarłego dinozaura, zauropoda z rodziny dikreozaurów.
Skamieniałości nowego rodzaju dinozaura, obejmujące główie pozostałości czaszki i proksymalnej części szyi, odnaleziono w Patagonii, dokładniej Patagonii Północnej. Spoczywały wśród skał należących do formacji Bajada Colorada, datowanej na kredę wczesną. Gallina i inni utworzyli nazwę rodzajową nowego rodzaju, odnosząc się do miejsca znalezienia szczątków: formacji Bajada Colorada (samo słowo bajada oznacza po hiszpańsku opadające zbocze). Saurus oznacza jaszczura i wywodzi się z greki. W rodzaju wyróżniono pojedynczy gatunek (takson monotypowy). Nadano mu nazwę pronuspinax. Epitet gatunkowy odwołuje się do łacińskiego słowa pronus, czyli zgięty do przodu, oraz greckiego spinax oznaczającego kolec. To ostatnie odnosi się do wyrostków kolczystych kręgów zwierzęcia. Cechowały się one budową typową dla rodziny dikreozaurów, zauropodów z nadrodziny diplodokokształtnych z kladu Flagellicaudata. Kręgi szyjne Bajadasaurus miały niezwykle długie, rozwidlone wyrostki kolczyste, niezależnie od pozycji, w jakiej zwierzę trzymało szyję, kierujące się ku przodowi. Podobne wydłużone wyrostki kolczyste występowały u innych Dicraeosauridae, niekiedy długością czterokrotnie przewyższały trzon kręgu i rozwidlały się. Wyrostkom tym przypisywano rozmaite funkcje. Przy opisie amargazaura rozważano głównie funkcję pokazową, umożliwiającą wytworzenie hierarchii w grupie czy też rolę w konkurencji o dane terytorium czy partnera. Postulowano również, że mogły służyć do obrony, pokryte być może keratynową osłonką jak rogi dzisiejszych ssaków. Autorzy opisu Bajadasaurus rozważają także ich udział w termoregulacji, bądź służenie jako rusztowanie dla garba magazynującego tłuszcz. Rozważywszy różne możliwości, Gallina i współpracownicy skłaniają się jednak ku funkcji obrony biernej. Prócz rzeczonych kręgów szyjnych badacze opisali również czaszkę zwierzęcia, najbardziej kompletną znalezioną dotąd czaszkę dikreozauryda.